# Феминизъм
Феминизмът (от англ. feminism и фр. féminisme, които произхождат от лат. femina „жена“) включва политически, социални и други движения, които се борят за и акцентират върху свободата и равноправието на жените, женската гледна точка за света и положението като цяло на жените в обществото. Повечето феминисти са загрижени най-вече за социалното, политическо и икономическо неравенство между мъжете и жените. Феминизмът се концентрира върху идеята, че полът не трябва да бъде определящ фактор за конструиране на социалната идентичност на личността или да бъде основание за различни социално-политически или икономически права.
След отвоюване на правото на собственост, на имуществени и парични притежания, правото на вот и други основни човешки права, политическите кампании на феминист(к)ите днес обикновено се фокусират около такива въпроси като правото на безопасен и легален аборт, достъпа до средства за контрацепция, домашното насилие, еднаквото заплащане на мъже и жени, борбата с дискриминацията по полов признак, сексуалния тормоз и други.

## Произход на термина
Изобретяването на думата „феминизъм“ често се приписва на френския философ Шарл Фурие (1772-1837), който вдъхновява основаването на първите общности на утопичния социализъм. Въпреки това, макар че чрез своите писания той доказва, че е поддръжник на свободата на жените и егалитаризма, терминът никога не се появява в творческата му продукция.
Думата е създадена едва около 1870 г. от медицинската общност, за да опише онези мъже, чието развитие на мъжественост е изостанала, т.е. онези, които са били подобни на жени. Александър Дюма-син го използва за първи път в книгата си L'Homme-femme през 1872 г.: „Феминистките, извинете ме за този неологизъм, заявяват, че цялото зло идва от непризнаването, че жената е равна на мъжа и че следователно трябва да им се даде същото обучение и права като мъжете“.
Малко по-късно в писанията на Юбертин Оклер през 1882 г. феминизмът се определя в по-широк положителен смисъл, тъй като представлява борбата за подобряване на състоянието на жените. Терминът е окончателно популяризиран от пресата по повод на феминисткия конгрес, проведен в Париж през май 1892 г. от Йожени Потоние-Пиер.
Впоследствие се появява в Нидерландия в отворено писмо от Мина Круземан, адресирано до на А. Дюма-син, във Великобритания през 1894 г. и в САЩ през 1904 г.
В творбата в два тома Féminisme français (1902)  Чарлз Търджън разграничава три типа феминизъм: 1. революционен, принадлежащ към политическата левица и анархо-феминизъм 2. католически 3. независим, който също включва феминизма, който може да бъде проследен до протестантството.
До 1910 г. в Съединените щати терминът обхваща две доминиращи идеи – еманципацията на жените както като човешки същества, така и като сексуални същества.

## История

### Ранни феминистки
Като организирано политическо движение за избирателни права на жените феминизмът възниква в Америка в рамките на аболиционизма в края на XIX век. Темата за правата на жените обаче се повдига още през XVIII век от отделни жени, които могат да бъдат наречени ранни феминистки. Така например по време на Френската революция (1789 – 1799) Олимпия де Гуж издига и защитава искането жените да имат равни права с тези на мъжете. Впоследствие, тя е екзекутирана на гилотината. Пак в края на XVIII век Мери Уолстънкрафт пише своето знаменито произведение Защита на правата на жената (1792), в което твърди, че жените не са по-нисши и по-нерационални от мъжете, както е било смятано по това време. Тя настоява жените да имат право на свободен достъп до системата на образование, от която са били изключени.

### Суфражизъм
Борбата за политическо равенство, тоест право на вот на жените и участие в политиката и политическия живот е активност, с която са се занимавали отначало (основно за правата за гласуване, каквото право жените не са имали) феминистките суфражетки и по тази причина е обект на суфражизма. Този вид борба за право на глас се отстоява от феминистките във Великобритания и САЩ в края на 19 и началото на XX век.

### Теория на история на феминизма
Според теоретичната рамка, наложена от френската и българска феминистка Юлия Кръстева, феминизмът преминава през три вълни на развитие. Според нея първата вълна е през XIX и в началото на XX век, втората е основно през периода на 60-70-те години на XX век, а третата може да се проследи от 90-те години на XX век насетне.
Като цяло феминистката теория произтича от феминисткото движение и феминизмът е променил и променя много аспекти на съвременното общество – от правни до културни.

## История на феминизма в България

### Възрожденски и докомунистически феминизъм
Заради особеностите на нашата история и образование жените са като цяло равнопоставени в правото си на обучение, първата девическа гимназия в Солун възниква в същата година, както и мъжката гимназия в Солун – 1880. През 1924 се създава и Дружество на българките с висше образование (ДБВО), в чийто устав е записано, че „то ще сближава образованите жени и ще ги насърчава едновременно към научна и обществена дейност“, което в рамките на инициативата и организацията Международната федерация на университетските жени ни вписва на 1-во място на Балканския полуостров и на 2-ро място сред славянските страни. Организацията е унищожена, заедно с други феминистки организации и инициативи от комунистическия режим през 1950 г. (като е възстановена през 1990 г.).

### Посткомунистически феминизъм
Част от историята на феминизма в България, а именно посттоталитарния феминизъм в България се гради под силното влияние на теоретичката феминистка Юлия Кръстева, живееща и работеща във Франция. Тоест в някакъв смисъл българският феминизъм се гради през границите на България, през писане, което се случва във Франция. По тази причина в България теоретичната рамка на феминизма е силно повлияна от френското мислене и френската школа като цяло. Чисто нашият си, домашен феминизъм, е силно спънат, възпрепятстван, ограничен, омаловажен, заради създалата се по време и след комунизма негативна представа у българките (българите) за феминизма като цяло, от ограничаването на информацията през 60-70-те години на XX век за феминистките прояви в чужбина, както и поради спомена за партийно наложената догматика по отношение мисленето и извоюването на правата на жените, особено с фигуративните представи за „жената труженичка“ и „жената трактористка“, и т.н.
Към 2018 г. България на 4-то място в ЕС по процент жени заемащи ръководни позиции. 39% от всички началници са жени.

## Различни феминизми
Феминизмът като понятие означава общата рамка на движение, активизъм, борба, но и мислене върху и теория за женското равенство. Все пак представите за подобно равенство се различават у самите феминисти и феминистки (поради историческите и геополитически условия, но и личните очаквания), заради което възникват различни идейни, теоретични рамки и различни движения и течения. Някои основни типове са изброени по-долу в относително историческа рамка.

### Материален феминизъм
Движение през късните години на XIX век за освобождаването на жената, чрез подобряване на нейното материално състояние. Това движение се организира около идеята за освобождаване на жената от нейното бреме по отношение на къщната работа, като готвене, чистене и други традиционно домакински занимания. „Голямата домакинска революция“ (Шарлот Гилман) е заглавие, което илюстрира добре това движение.

### Анархо-феминизъм
Анархофеминизмът е радикален феминизъм, който смята, че феминизмът не трябва да мимикрира действие, а наистина да разруши всички властови структури доминирани от мъже, тоест Държавата, сама по себе си. Обявява се срещу войната, водена от мъжете политици, срещу военната политика и анархо-феминистките смятат, че Държавата поради вътрешните си и наследени качества не може да се промени и реформира и затова трябва да се „надрасне“. Смятат, че едно от условията е широка интелигентност сред масите и особено жените, които така да се преборят с „мъжки изобретения“ като църквата и семейството. Анархофеминизмът е вид социализъм, анархизъм и за това в много голяма степен марксизъм. (Из манифеста на анархо-феминизма от 1971 г., публикуван в Сирена, списание за анархо-феминизъм, том 1, бр. 1, Чикаго).
Една от основоположничките на американския анархо-феминизъм е Ема Голдман, която го използва, за да изработи радикален феминизъм, който е много напредничав за своето време.

### Радикален феминизъм
Основна статия: Радикален феминизъм
Радикалният феминизъм е една от рамките, в които се развива феминизмът през 70-те години на XX век, наред с „либералния“ и „социалистическия“ феминизъм, но днешното значение в езика е повече маркирано от идеологическото етикиране, произтичащо от тенденциите в мъжкото мислене. Все пак основна тема на радикалния феминизъм са потисничеството над жената (Вторият пол на Симон дьо Бовоар), желанието за социална промяна и свобода, възможност за разнообразие на социалните роли на мъжа и жената чрез отричането на ролевите стереотипи, налагани от патриархално-институционализираното мислене като тези за цветовете, носени от момичета и момчета, като основани на някакви презумпции от биологическо естество. Радикалният феминизъм е против биологичното детерминиране на половете, също така социалното и културно детерминиране.

### Амазонен феминизъм
Концентрира се върху представата и имиджа на жената герой от Гръцката митология, така както е изразена в изкуството и литературата, като физика и сексуални ценности и практики. Тоест амазонният феминизъм се бори за физическо равенство и опонира на половите ролеви стереотипи и дискриминация на жената на базата на предположения, че жените трябва да са, да изглеждат или да се държат като пасивни, слаби, физически безпомощни. Той отрича идеята, че дадени характеристики или интереси са присъщо мъжки (или женски). Амазонният феминизъм твърди, че жените са физически равнопоставени като възможности на мъжете, и за това никаква работа не може да бъде затворена за жените, независимо дали е в строителството или армията.

### Лесбианизъм
Американската феминистка история познава това движение, което възниква в края на 60-те и началото на 70-те години на XX век с идеята, че феминистките не са достатъчно свободни в мисленето си и не са достатъчно ангажирани с проблемите на жените, бидейки подвластни на сексуалното привличане към мъже. Макар че движението е много силно изразено през този период, индивидуални феминистки лесбийки продължават да поддържат някои от общите възгледи на лесбианизма и днес.
Феминистките лесбийки твърдят, че истинският феминизъм е именно в лесбийството, което може да разкрие в цялост любовта и грижата на жените към жените (виж Джудит Бътлър). "Лесбийките феминистки, като утвърждават първенството, първостепенността на женските отношения една с друга и като осигуряват, обезпечават и предлагат една алтернативна феминистка култура, форсираха много нелесбийки да преразгледат и преоценят своите връзки с мъжете, мъжките институции и мъжките ценности“, обяснява станфордският историк Естел Фридман. 
Намек за обратното – за собствено желание за напускане на границите на феминизма от лесбийките – имаме в книгата Coming out of feminism? Все пак тук излизането е под въпрос. В заглавието феминизмът е сменил гардероба като тъмно, скрито пространство на страха и срама от израза coming out of the closet (виж Каминг аут).
Джендър теориите сега се възприемат като относително самостоятелно крило на феминизма (виж Категория:Изследвания на пола и рода) – и феминистките, и лесбийките се занимават с джендър изследвания, като основната разлика е, че теоретичките в областта са по-скоро от вторите (виж Джудит Бътлър).

### Джендър феминизъм
Виж също по-горе Лесбианизъм
Джендър феминизмът е отново свързан с лесбийките феминистки, но за разлика от лесбианизма възниква през 90-те години на XX век и понякога е наричан феминизъм на политическата коректност, тъй като едно от основните му занимания е да следи коректната употреба на тя/той, нея/него в езика. Самото понятие е изковано от авторката Кристина Холф Сомърс, в книгата ѝ Кой открадна феминизма? (1994). Джендър феминизмът е често противопоставян на феминизма за равни права. Де факто джендър феминизмът, като феминизъм за равни роли в обществото, равни заплащания и прочее, следхожда феминизма за равни права, който отстоява самата възможност на идеята за работа на жените, но само при условие, че те самите желаят (70-те и слабото представяне на жените във фирмите и институциите в САЩ). Джендър феминизмът обратно се намесва в ситуация, при която икономически е непосилно за жената да не работи и тук са необходими нови условия за нейното равноправно третиране на работното място и в обществото.

### Културен феминизъм
Културният феминизъм е есенциален феминизъм, идеологически той търси онези същностни за жената неща, които биха могли да я ревалидизират в отношението ѝ с мъжа, като преосмислят нейното подценяване на базата на джендър (половите) различия. Този тип феминизъм се стреми към създаването и признаването на центрирана във и около жената култура.  Това е теория, според която има фундаментални разлики в личността на мъжете и жените, и това, че отличаващите жените черти трябва да бъдат изучавани и изследвани, и са повод за радост и гордост. Тази теория възприема физическото различие между мъжете и жените (за разлика от амазонния феминизъм). Културният феминизъм желае да превъзмогне сексизма чрез признаване специфичността, неповторимостта и изключителността на женското.

### Екофеминизъм
„Екологичният феминизъм настоява на връзката между различни форми на доминация в съвременния свят, чиято основна ос е отношението между човешката доминация над природата и мъжката доминация над жените“.
Екофеминизъм или екологичен феминизъм е теория, която приема, че патриархалният ред и философия е от вреда за жените, децата и въобще за другите живи същества. Паралел е правен между общественото третиране на околната среда, животните, или природните ресурси и третирането на жените. Той твърди, че патриархата е относително нов, а че матриархата е бил първичен. В матриархалното общество жените естествено били центъра на обществото, а се почитали жени богове. Това е познато като феминистки рай.

### Индивидуалистки феминизъм
Индивидуалисткият феминизъм е базиран на индивидуализма и максималната свободна воля – тоест минимум управление или дори анархокапитализъм. Основен фокус са индивидуалната автономия, права, свобода, независимост, своеобразност. Тук фигурата на мъжа е заобиколена, фокусът е върху границите, които делят мъжа и жената заради техния пол.

### Сепаратисти
Това са феминисти, които целят пълно сепариране от мъжете. Често несправедливо набеждавани за лесбийки. Поддържа се идеята за разделение от мъжете, понякога частично, понякога пълно. Така че жени организиращи събития само за жени се смятат за сепаратистки. Идеята е, че разделянето на жените от мъжете дава свобода на жените да се видят в друг контекст, необременени от мъжкото присъствие. Много феминистки, дори и когато не са в собствен смисъл сепаратистки, все пак вярват, че това е дори първата стъпка за всяко личностно израстване, което не означава, че прегръщат идеята за тотално и пълно разделение. По отношение на самите лесбийки, макар те да нямат сексуално взаимодействие с мъже, не е вярно, че те винаги и автоматично отказват всякакво въобще взаимодействие и комуникация с мъже. Някои лесбийки дори признават, че далеч предпочитат мъжете пред женската компания, като приятели.

### Умерен феминизъм
Клон на феминизма, който е леко вял. Млади жени, а също и жени, неизпитали на гърба си насилие или дискриминация, смятат, че активният феминизъм не е удачен вече като отговор на настоящата ситуация и трябва да се обърне внимание по-скоро на интересните женски теми като женска литература и т.н. Те смятат, че феминизмът в неговата традиционна активистка форма е едновременно неприложим и безинтересен. Те дори могат да смятат феминизма за срамен. Поддръжниците му, макар да изразяват феминистки идеи, могат дори да отричат да бъдат феминистки.

### Четвърта вълна феминизъм
Под четвърта вълна на феминизма много често се имат предвид всички феминизми, борещи се правата на жените в страни, в които жените все още не са равноправни с техните човешки, сексуални и др. права спрямо мъжете.

## Патриархат
Феминистката теория от последните 4 – 5 десетилетия борави с термина „Патриархат“. Патриархалната обществена уредба накратко означава:
- Управляване на общността от възрастни мъже – затова в традиционните общности булката отива в семейството на младоженеца а не обратното, и „родовото име“ – фамилията – се предава по мъжка линия.

- Строга йерархия в отношенията между главните мъже > подчинените мъже > жените и децата

- Управлението се крепи върху заплаха от насилие – поведението на жените, децата и по-слабите мъже се контролира чрез насилие и заплаха от насилие. И днес в най-цивилизованите страни жените все още трябва непрекъснато да следят да не нарушат несъзнаваните кодове на поведение, за да не провокират сексуално насилие върху себе си;

- Определяне на смисли и значения от възрастни мъже – те определят какво е „добро“, какво „лошо“, какво е „позволено“, какво е „непозволено“, какво е „мъж“, какво е „жена“, какво е „дете“, какво е „светът“, какво е „бог“ и т.н.

- Използване и размяна на жени и деца от страна на възрастни мъже – жените и децата са стоки в класическия патриархат. Момчето излиза от сферата на „стока“ и става „мъж“ – истински човек – чрез различни инициационни ритуали, обикновено около пубертета.

Докато в мюсюлманския свят патриархатът и днес е близък до абсолютната си проява, европейският, северноамериканският и източноазиатските патриархати са по-гъвкави и „прогресивни“. В тези общества жените и децата имат все повече права, а техните малтретирания и изнасилвания вече не са тема табу. Някои надежди на феминистките от 60-те и 70-те не са се изпълнили. Новите равноправни граждани – жените – не се възползват от новите си свободи да изберат рационално какви да бъдат, какво е да си „жена“, и какво е „секс“, напротив – жените днес все повече се стараят да пресъздадат мъжките идеали за „жена“, в предишни времена и в днешни мюсюлмански общности доближавани само от „травестити“. Патриархат в „опростен“ вид днес се вижда в затворите, казармите, престъпните групировки и подобни места, в които мъжете се разделят на „властващи“ и „подчинени“, „силни“ и „слаби“ и в крайна сметка на „мъже“ и „кучки“.
Тъй като в патриархата жените и децата са второкачествени създания, а само мъжете имат възможност да са равни един на друг – това води до силните хомосексуални желания в антични и модерни патриархални общности, в които само връзка с друг мъж осигурява любовта и уважението на равен.

## Феминистка теория
Феминистката теория е специфична за областта на феминизма по-скоро в теоретичен, а не в активистки или политически аспект, това са теоретичните и философски полета, които феминизмът изследва. Това включва трудовете в множество дисциплини като феминистка антропология, феминистка социология, феминистка икономика, изследвания на жените, феминистка литературна критика, история на изкуството, феминистка психоанализа и феминистка философия.  Феминистката теория се стреми да разбере и анализира половото неравенство и се фокусира върху теми като политики на пола, властови отношения и сексуалност. Теми: дискриминация, стереотипизация, обектификация (особено сексуална обектификация), потисничество и патриархалност.

### Теоретици на феминизма
- Андрея Дуоркин (1946 – 2005)

Дуоркин илюстрира липсата на власт при жените в повечето епохи и общества по света. Тя поставя ударение върху това, че в традиционните общности жените и дъщерите на властимащите мъже са отглеждани специално така, че да бъдат физически безсилни: с неразвити мускули, твърде дълги нокти, деформирани стъпала. В обикновените патриархални домакинства жената е животно за секс и бебета, както кравата е животно за месо и мляко, както и самото дете е бъдеща подчинена работна ръка. Модерната хетеросексуална порнография според Дуоркин отразява в синтезиран вид все още съществуващите патриархални нагласи – в порнофилмите сцената започва с ерекцията на мъжете и свършва с еакулацията на мъжете, като жените са само средство за достигане на тази еакулация. Дуоркин и други феминистки отбелязват, че порното е законно само в общности, в които жените по закон са равни на мъжете. Чрез порното мъжете компенсират появата на новите „равноправни граждани“, потъвайки в свят, в който жените са изцяло техни слуги.
- Наоми Улф (12 ноември 1962 – )

Улф въвежда термина „пазар на красотата“ (beauty market), като нов и актуален инструмент на патриархата за контролирането на жените. Мъжете установяват критерии за „красота“, според които се „оценява“ всяка жена, и самите жени се стараят трескаво да повдигнат своята „стойност“ на този пазар, чрез правенето си на „красиви“. Със засилването на влиянието на „пазара на красотата“ при жените се забелязва бум от хранителни разстройства (анорексия, булимия) и прибягване до пластична хирургия, за да се постигне „стандарта“.
- Джейн Руут (18 май 1957 – )

Руут обръща внимание на разпространеността на „жената дете“ в снимките и филмите в нашата цивилизация. Невинно изглеждащото момиче, например на опашчици, с близалка в устата – този образ, сливащ жената и детето, се харесва много на мъжете. От една страна, така мъжете се чувстват „силни“ във всички смисли, физически, финансово, интелектуално, но от друга страна, това сливане на сексуален обект и детско излъчване подчертава иманентната педофилия, закодирана в патриархалната мъжка психика.

## Феминизъм в различни страни
- Активистки на украинската протестна група FEMEN по време на акция на 14 юли 2008 г. в Париж
- 8 март в Дака, Бангладеш
- 8 март в Бразилия
- 8 март в Буркина Фасо
- 8 март в Барселона, Испания
- LGBT парад в Тайван

## Етнически феминизми
- Чикана феминизъм
- Черен феминизъм